# Willard J. Turnbull
Willard J. Turnbull auch Willard Jay Turnbull (* 19. März 1903 in Burchard, Pawnee County, Nebraska; † 28. September 1997) war ein US-amerikanischer Bauingenieur (Geotechnik). 
Turnbull studierte an der University of Nebraska mit dem Abschluss 1925. Er war im Testlabor der University of Nebraska und der Straßenbaubehörde von Nebraska, arbeitete für den staatlichen Strom- und Wasserversorger von Nebraska (Central Nebraska Public Power and Irrigation District) und den US-amerikanischen geodätischen Dienst (US Coast and Geodetic Survey) auf den Philippinen (1926/27). Dabei war er vor allem mit bodenmechanischen Untersuchungen für Straßen- und Dammbau beschäftigt zum Beispiel am Platte River. 1941 wurde er Leiter der Abteilung Dammbau und Gründungen bei der Waterways Experimental Station (WES) des US Army Corps of Engineers in Vicksburg und dann die Abteilung Bodenmechanik. 1969 ging er in den Ruhestand.
1968 erhielt er den Terzaghi Award.